# Juan Graje

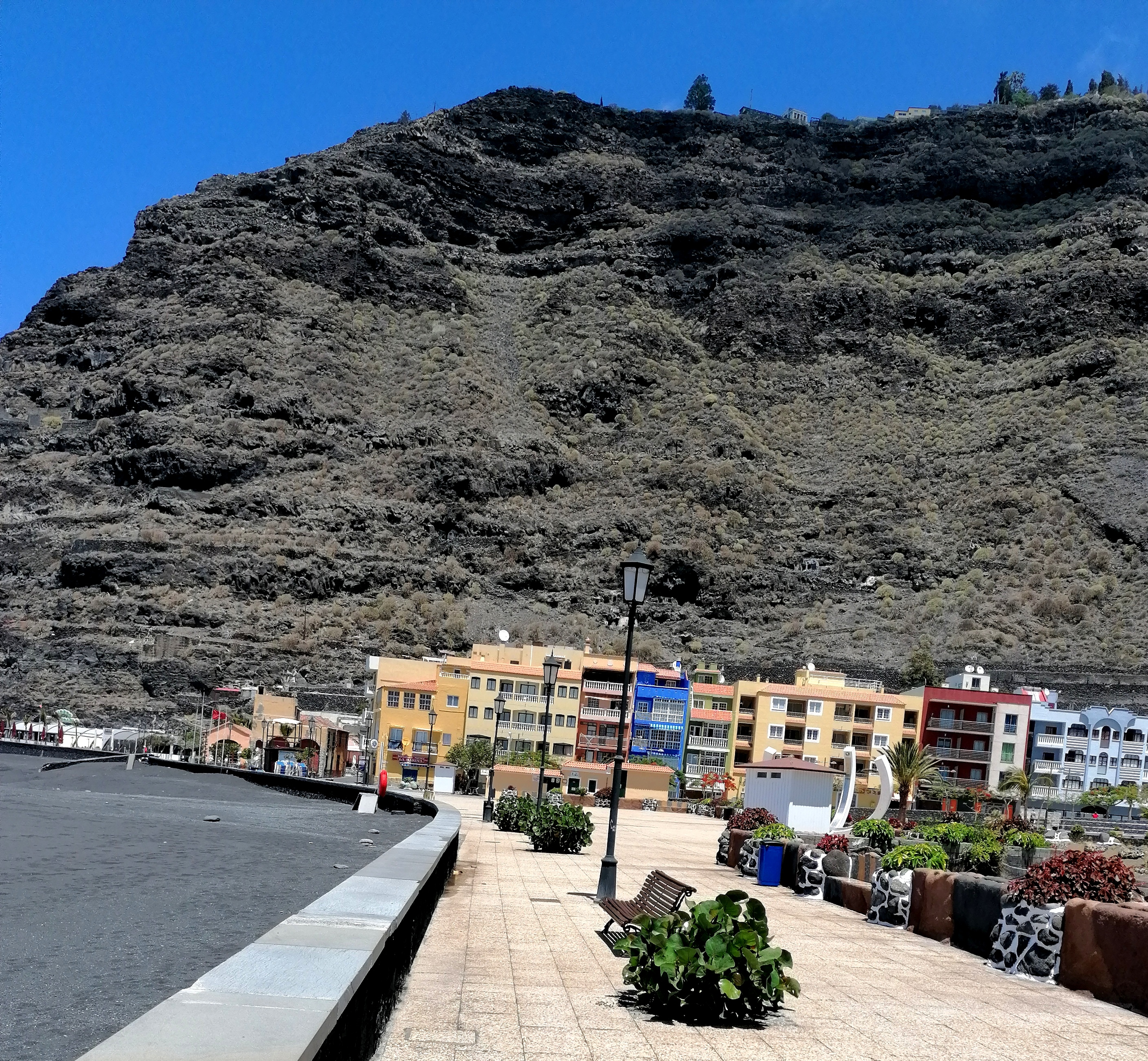
Felswand El Time mit den Höhlen „Cuevas de Juan Graje“

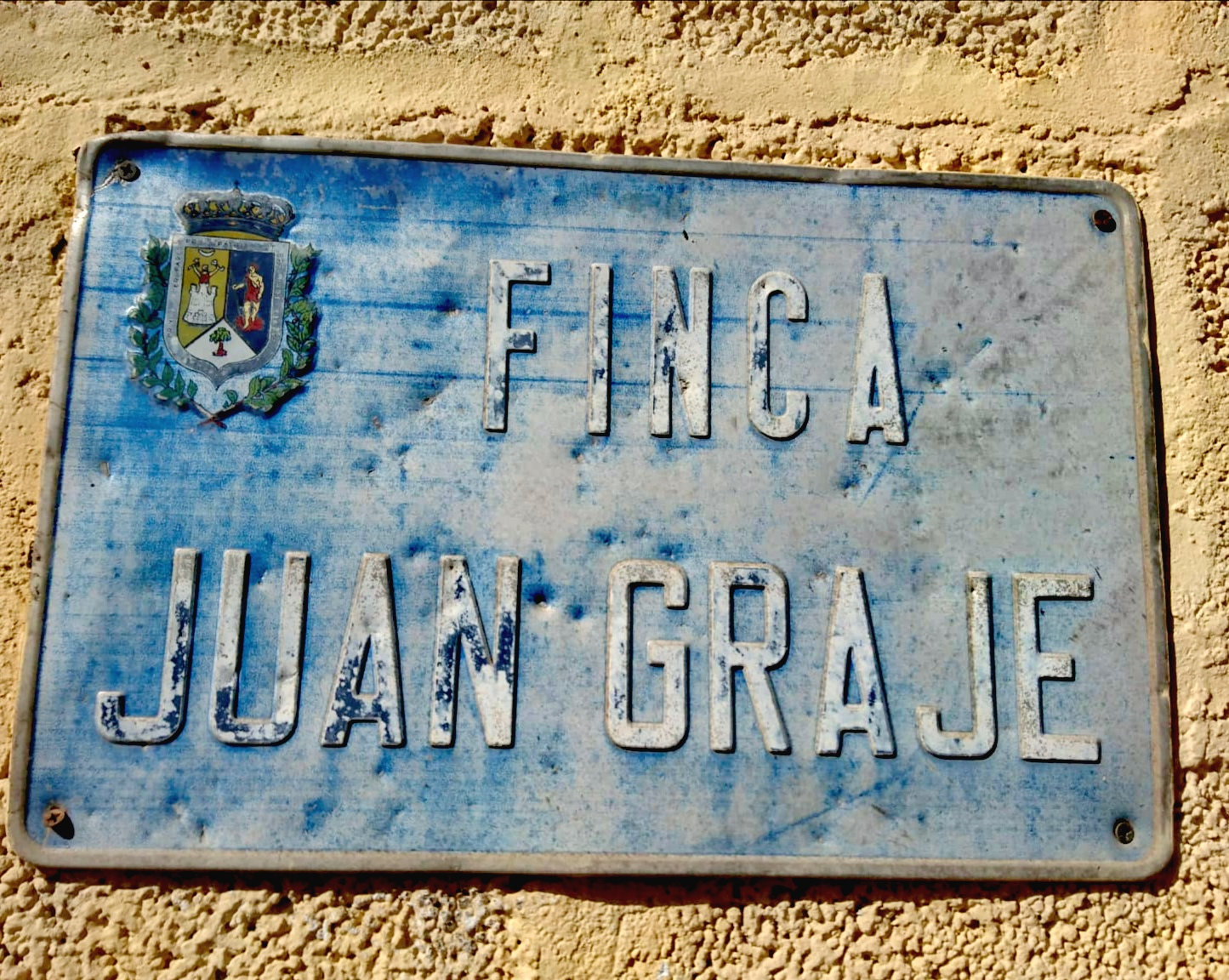
Finca Juan Graje unterhalb des Time

Juan Graje war ein Baumeister aus Andalusien, der von 1551 bis 1553 Bastionen und Befestigungsanlagen zum Schutz der Zuckerrohrplantagen von Tazacorte auf der Kanareninsel La Palma errichtete. Die Schanze Juan Graje in Puerto de Tazacorte wurde Ende der 1920er Jahre im Rahmen der Pestbekämpfung abgerissen. Die Höhlen an dem Wanderweg, der vom Strand hinauf nach El Time führt, werden bis heute Las Cuevas de Juan Graje genannt. In den Landkarten wird die Landzunge als Punta de Juan Graje bezeichnet. Juan Graje wurde 1553 in den blutigen Piratenangriff (Vorbild für alle späteren Seeräuberfilme) durch François Le Clerc (genannt Pata de Palo, das Holzbein) auf die Inselhauptstadt Santa Cruz de La Palma verwickelt. Danach verliert sich seine Spur. Über Juan Grajes weitere Biografie ist wenig bekannt. Der Name seines Nachfolgers, des italienischen Hafen- und Festungsbaumeisters Leonardo Torriani, überstrahlte seinen Ruhm.

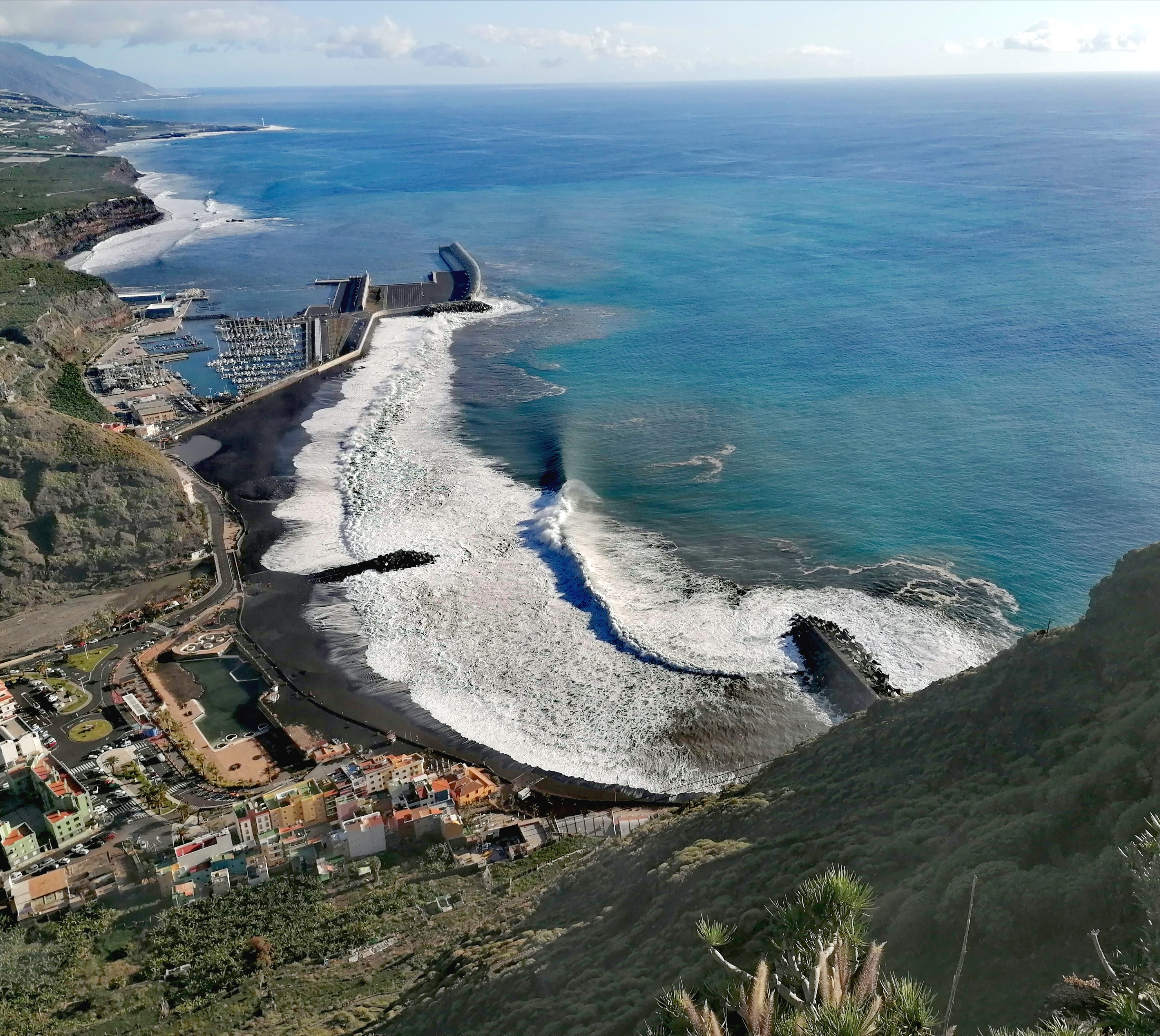
Bucht von Tazacorte an der „Punta de Juan Graje“